# Clémentine Sarlat
Pour les articles homonymes, voir Sarlat (homonymie).
Clémentine Sarlat, née le 2 mars 1988, est une journaliste sportive française spécialisée dans le rugby à XV, l'athlétisme et le tennis.

## Biographie

### Jeunesse et études
Originaire de la région bordelaise, elle est collégienne à Gradignan et lycéenne à Talence. Elle fait durant 10 ans de l'athlétisme au Bordeaux Étudiants Club, du 100 mètres haies et du saut en longueur.
Après une année aux États-Unis dans un lycée privé The Blake School Minneapolis en tant que participante aux Programmes internationaux d'échanges, elle commence une licence d'histoire à Bordeaux bien qu'elle songe à devenir journaliste de sport. Après une nouvelle année à l’étranger, dans le cadre du projet Erasmus à Cadix lors de sa dernière année de licence, elle entame un master en apprentissage à l’Institut pratique du journalisme, qu'elle effectue à France Télévisions. Elle intègre ainsi le service des sports, où elle travaille à Stade 2 et Tout le sport pendant deux ans. Sa pratique des langues anglaise et espagnole lui permet de se retrouver souvent affectée aux rencontres internationales à des postes de terrain où elle réalise les interviews des sportifs étrangers.

### Carrière journalistique

#### Débuts chez France Télévisions
Elle se révèle au grand public dans l'émission Télématin sur France 2 où elle assure des rubriques sportives.
De janvier 2013 à 2015, elle intègre aussi les équipes tennis d'Eurosport couvrant Roland-Garros, l'US Open et l'Open d'Australie.
De 2015 à 2018, elle intervient tous les dimanches dans Stade 2 présenté par Céline Géraud puis Matthieu Lartot. Elle couvre aussi le rugby à XV en tant que journaliste au bord du terrain pour les matchs de Champions Cup et du XV de France, commentés par Matthieu Lartot et Raphaël Ibanez ou Fabien Galthié. Elle remplace à ce poste Philippe Lafon, devenu rédacteur en chef adjoint de Stade 2. Elle est aussi présente durant les deux semaines de Roland-Garros où elle interviewe les joueurs au bord des courts,,.
En août 2016, elle fait partie du dispositif de France Télévisions pour les Jeux olympiques de Rio en présentant une émission quotidienne, Bom Dia Rio, avec Matthieu Lartot de 12 h à 13 h.
À partir de septembre 2017, elle est choisie pour co-présenter le magazine sportif Stade 2 au côté de Matthieu Lartot sur France 2. Elle commence à présenter le magazine en janvier 2018 après son congé maternité. En avril 2018, elle arrête la co-présentation de Stade 2 pour présenter Tout le sport sur France 3 durant le week-end. En août 2018, elle quitte France Télévisions après les championnats d'Europe d'athlétisme 2018 où elle interviewe les athlètes après leurs épreuves.

#### Départ de France Télévisions, créatrice de podcast et pigiste
En octobre 2018, elle confirme son départ de France Télévisions. Elle se lance dans le podcast en tant qu'indépendante et décide de ne plus travailler pour des rédactions au quotidien. En mars 2019, Clémentine sort le premier épisode de son podcast intitulé « La Matrescence » qu'elle publie sur plusieurs plateformes. Ces épisodes traitent de différents sujets liés à la parentalité, l'éducation, les bouleversements et interrogations consécutifs à l'arrivée d'un enfant.
Elle devient également pigiste pour BeIn Sports lors des week-ends de Coupe d'Europe de rugby à XV. Elle intervient alors toujours en bord de terrain lors des matchs de cette compétition, diffusée en intégralité sur la chaîne payante. Durant la Coupe du monde de rugby à XV 2019, diffusée en intégralité sur TF1 et TMC, elle participe au Mag de la coupe du Monde présenté par Denis Brogniart. Elle prend la tête du magazine à partir des quarts de finale, remplaçant Denis Brogniart parti pour enregistrer une nouvelle saison de Koh-Lanta.
Depuis 2021, elle couvre Roland-Garros pour Amazon Prime Video, nouveau diffuseur d'une partie du tournoi. Elle est chargée d'animer les plateaux de la chaîne aux côtés de Thibault Le Rol.
Durant la Coupe du monde de rugby à XV 2023 organisée en France, elle rejoint M6 pour présenter l'événement en studio 100% rugby aux côtés des consultants Fulgence Ouedraogo, Lénaïg Corson et Yann Delaigue. La chaîne a les droits de diffusion pour 18 rencontres dont un quart-de-finale.

#### Dénonciation de propos sexistes chez France Télévisions
Début avril 2020, Clémentine Sarlat, dans une interview à L'Équipe, se plaint d'anciens collègues du service des sports de France Télévisions. Elle évoque des propos sexistes ,, sans préciser aucun nom, et la promesse en mai 2017, avant son congé maternité, de coprésenter l'émission Stade 2 avec Matthieu Lartot, non tenue à son retour en janvier 2018. « J'ignorais cette situation et j'ai engagé immédiatement une enquête », réagit Delphine Ernotte, présidente de France Télévisions, dans une note écrite adressée à L'Équipe et diffusée à la presse le même jour. L'enquête est confiée à un cabinet spécialisé.
Le 31 juillet, France Télévisions annonce que trois salariés du service des sports sont convoqués pour un entretien de licenciement, sans donner leurs noms, qui sont publiés le même jour dans le JDD. Un quatrième salarié reçoit un blâme. Le 7 août, deux d'entre eux, Alain Vernon et Pierre-Étienne Léonard, annoncent qu'ils contesteront leur licenciement aux prudh'hommes. Alain Vernon, journaliste de 64 ans et ex-délégué du personnel, avait critiqué la ligne éditoriale de Stade 2 et dénoncé « des pratiques douteuses envers les femmes » lors des Jeux olympiques de Sydney en 2000. Il dément catégoriquement les propos évoqués et avoir fait des « demandes insistantes de dîner » et estime que s'il avait harcelé des femmes, il aurait plutôt été licencié pour « faute grave », en précisant que son épouse travaille à France 2 et avoir été dénoncé par une collègue qui ne lui « adresse plus la parole depuis au moins dix ans » à la suite d'une action syndicale,. Elle intervient en 2021 dans le documentaire Je ne suis pas une salope, je suis une journaliste de Marie Portolano.

### Vie privée
Elle est en couple avec l'ancien rugbyman Clément Marienval. En septembre 2017, elle donne naissance à leur premier enfant, une fille prénommée Ella. Elle accouche le 24 septembre 2020 d'une seconde fille nommée Jasmine. Elle annonce en septembre 2021 qu'elle est enceinte de sa troisième fille, June, née le 20 février 2022 au domicile du couple. Le couple se sépare en novembre 2022, puis renoue quelques mois plus tard.